# André Holland
André Holland (* 28. Dezember 1979 in Bessemer, Alabama) ist ein US-amerikanischer Schauspieler.

## Leben
André Holland besuchte die Florida State University und die New York University. Letztere schloss er 2006 mit einem Master of Fine Arts ab.
Zu Beginn seiner Karriere trat André Holland vorwiegend in Theaterstücken auf. 2006 war er zum ersten Mal im Fernsehen in der Serie Law & Order zu sehen. 2008 war er beim Film Buffalo Soldiers ’44 – Das Wunder von St. Anna mit von der Partie. Ein Jahr später folgte der Film Bride Wars – Beste Feindinnen. 2010 war er in einer Folge von Damages – Im Netz der Macht zu sehen. 2011 hatte er neben Ryan Hansen und Danneel Ackles eine Hauptrolle in der kurzlebigen NBC-Serie Friends with Benefits. Nach einem Auftritt in Burn Notice folgte zwischen 2012 und 2013 wiederum eine Hauptrolle in der Comedy-Serie 1600 Penn neben Jenna Elfman. 2013 war er als Wendell Smith im biografischen Sportfilm 42 – Die wahre Geschichte einer Sportlegende zu sehen. Für die Cinemax-Serie The Knick schlüpfte Holland von 2014 bis 2015 in die Rolle des Algernon Edwards, eines Doktors im New Yorker Knickerbocker-Krankenhaus.
2018 wurde er in die Academy of Motion Picture Arts and Sciences berufen, die jährlich die Oscars vergibt.

## Filmografie (Auswahl)
- 2006: Law & Order (Fernsehserie, Folge 17x05)
- 2007: The News
- 2008: Buffalo Soldiers ’44 – Das Wunder von St. Anna (Miracle at St. Anna)
- 2008: Last Call
- 2009: Bride Wars – Beste Feindinnen (Bride Wars)
- 2010: Damages – Im Netz der Macht (Damages, Fernsehserie, Folge 3x07)
- 2011: Friends with Benefits (Fernsehserie, 13 Folgen)
- 2011: Burn Notice (Fernsehserie, Folge 5x14)
- 2012–2013: 1600 Penn (Fernsehserie, 12 Folgen)
- 2013: 42 – Die wahre Geschichte einer Sportlegende (42)
- 2014: Black or White
- 2014: Selma
- 2014–2015: The Knick (Fernsehserie, 20 Folgen)
- 2016: Moonlight
- 2016: American Horror Story (American Horror Story: Roanoke, Fernsehserie, 8 Folgen)
- 2018: Das Zeiträtsel (A Wrinkle in Time)
- 2018: Castle Rock (Fernsehserie, 9 Folgen)
- 2018: Widows – Tödliche Witwen (Widows)
- 2019: High Flying Bird
- 2019: Battle at Big Rock (Kurzfilm)
- 2021: Seitenwechsel (Passing)
- 2022: Bones and All
- 2024: Exhibiting Forgiveness
- 2024: Shirley
- 2024: The Big Cigar (Miniserie)
- 2024: Terminator Zero (Miniserie, Stimme)
- 2025: Love, Brooklyn
- 2025: The Dutchman
- 2025: Once Again... (Statues Never Die)

## Auszeichnungen
Gotham Independent Film Award
- 2016: Auszeichnung mit dem Special Jury Prize als Teil des Ensembles im Film Moonlight[5]

Screen Actors Guild Award
- 2017: Nominierung als Mitglied des Besten Schauspielensembles in einem Film (Moonlight)[6]